# Львиная семейка
«Львиная семейка» (англ. Pride) — телефильм режиссёра Джона Даунера. В фильме рассказывается о похождении двух львят: Зуки и Лайнуса. Фильм снят в 2004 году.

## Сюжет
Фильм начинается с того, как львята-близнецы Лайнус и Зуки играют и случайно видят чужих львов. Мать-львица, которая разыскивает их, не верит тому, что говорят дети, но это оказывается правдой: два чужака нападают на прайд. Атаку удаётся отбить всем прайдом, но в бою погибает одна львица. Её детёныш — Флек, становится приёмным сыном матери главных героев.
Однажды, когда Лайнус и Зуки играют, они убегают очень далеко от дома, и чуть не попадают под ноги слонов, которые защищаются от маленьких львов. Это случайно приводит к тому, что львята находят путь на другую сторону реки, которая разделяет земли чужаков и земли прайда. Спасаясь от слонов, они перебираются через реку, а поскольку путь обратно (сухое дерево) разрушен, они пытаются найти другой путь. Однако их находят гиены, но случайно на помощь львятам приходит один из тех чужаков, что нападали на прайд. Он прогоняет гиен, и с того момента Зуки полностью влюблена в незнакомца.
Зуки вырастает, однако она не любит охоту и не понимает, как нужно охотиться. В её семье этого тоже не понимают, поэтому пытаются заставить её охотиться. Однажды её гордость не выдерживает, и она уходит к чужакам, думая, что там её поймут.
Но отношения не ладятся и на чужой земле, потому что там намного меньше животных, пригодных для пищи, и охотиться сложнее. Особенно сложно становится, когда у Зуки появляются детёныши.
Союзник Дарка, того льва, которого полюбила Зуки, Гарри, убивает почти всех детёнышей, и Зуки вынуждена уйти. Она пытается вернуться в свой прайд, но ей отвечают, что им не нужны нахлебники. Тогда она идёт на охоту и приносит свою первую добычу родному прайду. Пока она находится вне прайдов, она встречает одного из молодых львов, Лаша, который когда-то ушёл из её родного прайда, чтобы посмотреть мир. Лаш вовремя возвращается: как раз тогда, когда Дарк и Гарри снова собираются напасть на прайд, чтобы получить право жить на более плодородных землях. Родной прайд Зуки отстоял своё право на жизнь на этой земле, а Зуки нашла настоящего заботливого отца для своего детёныша.

## Создатели фильма

### Съёмочная группа
- Режиссёр — Джон Даунер
- Сценарист — Саймон Най
- Оператор — Майкл В. Ричардс
- Композитор — Джордж Фентон
- Продюсеры — Саймон Най

### В ролях
- Кейт Уинслет — Зуки
- Шон Бин — Дарк
- Хелен Миррен — Мачиба
- Джим Бродбент — Эдди
- Робби Колтрейн — Джеймс
- Мартин Фриман — Флек
- Руперт Грейвс — Лайнус
- Джон Хёрт — Гарри
- Кваме Квей-Арма — Лаш